# Acacia auricoma
Acacia auricoma é uma espécie de leguminosa do gênero Acacia, pertencente à família Fabaceae.